# Glycerol phenylbutyrate
Glycerol phenylbutyrate (USAN), tên biệt dược Ravicti, là một loại thuốc được sử dụng trong điều trị một số rối loạn chu kỳ urê bẩm sinh. Thuốc hoạt động bằng cách ngăn chặn sự tích tụ amonia có hại trong cơ thể. Nó là một loại thuốc theo toa được FDA chấp thuận ở Mỹ. Nó được chấp thuận cho bất cứ ai trên 2 tháng tuổi. Nó được Hyperion Therapeutics phát triển dựa trên loại thuốc Buphenyl hiện có và được phê duyệt vào ngày 1 tháng 2 năm 2013. Hyperion đã bị chỉ trích vì đặt giá cao cho thuốc. Giá được đặt ở US $ 250.000 USD290.000. Trong năm 2014, loại thuốc này đã tạo ra 30,8 triệu đô la doanh thu ròng, thua xa Buphenyl cũ và ít tốn kém hơn (doanh thu 113,6 triệu đô la). Vào tháng 3 năm 2015, Horizon Pharma mua lại Hyperion Therapeutics và do đó, Raviciti.